# Ribera dels Perxets
La ribera dels Perxets és un afluent per la dreta del Riuet de la Plana al municipi d'Odèn (Solsonès). Neix a 1.747 m d'altitud, al vessant SW del Tossal de Cambrils. L llarg del seu recorregut, la seva direcció predominat és la de N-S per bé que durant els primers 2,5 km és de NW-SW. 2 km després d'haver iniciat el seu curs passa per la cinglera de Vallissera on salta 150 m de desnivell pràacticament vertical i menys de 200 m després travessa la carretera de Coll de Jou a Cambrils d'Odèn just pel costat de l'entrada (boca est) d'un túnel de la carretera. Encara no cinc-cents metres més avall travessa un curt congost passat el qual durant gairebé un km avança paral·lelament a l'esquerra d'un camí forestal que surt de la masia d'Oriola (Odèn) | Oriola. 1.750 m després d'haver travessat l'esmentat congost desguassa al Riuet de la Plana a 770 m d'altitud.

## Coordenades d'altres punts significatius del seu curs
- Pas per la cinglera de Vallissera: 42° 8′ 24.41″ N, 1° 25′ 49.87″ E / 42.1401139°N,1.4305194°E
- Confluència amb el Riuet de la Plana: 42° 6′ 52.72″ N, 1° 26′ 17.75″ E / 42.1146444°N,1.4382639°E